# Relație de ordine
În matematică, o relație de ordine, (parțială sau totală) este orice relație binară reflexivă (pentru unele relații), antisimetrică și tranzitivă pe o mulțime. Două elemente în relație (în orice ordine) unul cu altul se numesc comparabile.
Relația de ordine (în matematică) este o relație tranzitivă între  elementele unei mulțimi (de exemplu, pentru mulțimea numerelor reale). 
Unei relații de ordine i se poate asocia o relație de ordine strictă, ce este ireflexivă. Cel mai cunoscut exemplu de relație de ordine strictă este inegalitatea între numere distincte. Egalitatea împreună cu inegalitatea (mai mic sau egal, mai mare sau egal) constituie o relație de ordine nestrictă.
Relații de ordine se pot întâlni și în geometrie, de exemplu în ordinea de poziționare a unor puncte pe segmente de dreaptă sau axa numerelor.
Valorile numerice ale unei mărimi fizice permit ordonarea crescătoare sau descrescătoare a unor corpuri după gradul manifestării proprietății gradabile exprimate de mărimea fizică respectivă.

## Definiție
O relație binară {\displaystyle \preceq } pe o mulțime {\displaystyle A} se numește relație de ordine dacă îndeplinește următoarele proprietăți:
- reflexivitate: {\displaystyle \forall x\in A\,,\ x\preceq x} (pentru unele relatii)
- antisimetrie: {\displaystyle \forall x,y\in A}, dacă {\displaystyle x\preceq y} și {\displaystyle y\preceq x} atunci {\displaystyle x=y}
- tranzitivitate: {\displaystyle \forall x,y,z\in A}, dacă {\displaystyle x\preceq y} și {\displaystyle y\preceq z} atunci {\displaystyle x\preceq z}

## Termeni folosiți
Dacă M este o submulțime nevidă a lui A ({\displaystyle M\subseteq A}, {\displaystyle M\neq \emptyset }), un element {\displaystyle a\in A} se numește:
- majorant al lui M dacă {\displaystyle \forall b\in M\,,\ b\preceq a}. O mulțime care are un majorant se numește majorată sau mărginită superior.
- minorant al lui M dacă {\displaystyle \forall b\in M\,,\ a\preceq b}. O mulțime care are un minorant se numește minorată sau mărginită inferior
- maximul lui M dacă este majorant al lui M și aparține lui M. Dacă o mulțime are un maxim, acesta este unic.
- minimul lui M dacă este minorant al lui M și aparține lui M. Dacă o mulțime are un minim, acesta este unic.
- supremumul sau marginea superioară a lui M  dacă a este minimul mulțimii majoranților lui M.
- infimumul sau marginea inferioară a lui M  dacă a este maximul mulțimii minoranților lui M.

## Exemple
- Incluziunea mulțimilor este o relație de ordine pe orice mulțime de mulțimi.
- Relația de divizibilitate este o relație de ordine pe mulțimea numerelor naturale. În această relație, 1 este minimul mulțimii numerelor naturale, iar 0 este maximul.
- Relația de ordine între funcții: {\displaystyle f\leq g} dacă {\displaystyle \forall x\in D\,,\ f(x)\leq g(x)}, unde D este domeniul de definiție comun al funcțiilor f și g, iar relația {\displaystyle \leq } din partea dreaptă este o relație de ordine pe codomeniul comun al funcțiilor.
- Relația de ordonare a punctelor unui segment geometric, numită coliniaritate, o relație ternară.

## Tipuri speciale de relații de ordine

### Ordine totală
O relație de ordine în care orice două elemente sunt comparabile, adică
{\displaystyle \forall x,y\in A}, {\displaystyle x\preceq y} sau {\displaystyle y\preceq x}
se numește relație de ordine totală. Ordinea obișnuită între numere este o ordine totală.

### Bună ordonare
O relație de ordine totală în care în plus orice submulțime nevidă admite un minim se numește relație de bună ordonare, iar mulțimea pe care s-a stabilit relația se numește mulțime bine ordonată. De exemplu, mulțimea numerelor naturale este bine ordonată.

### Latici
Dacă orice submulțime finită admite un infimum și un supremum, mulțimea A împreună cu relația de ordine se numește latice. De exemplu, mulțimea submulțimilor unei mulțimi împreună cu relația de incluziune formează o latice.